# Fanfreluche (cheval)
Pour les articles homonymes, voir Fanfreluche.
Fanfreluche (1967-1999) est une jument de course canadienne, championne sur les pistes dans les années 1970. Elle doit surtout sa célébrité au mystérieux kidnapping dont elle est victime en 1977.

## Carrière de courses
Élevé par le Québécois Jean-Louis Lévesque, qui lui donna le nom d'un personnage d'une série pour enfants diffusée à la télévision canadienne, Fanfreluche fut la championne de sa génération dès 2 ans, remportant notamment les Natalma Stakes. Elle traversa la frontière américaine avec succès l'année suivante, en 1970, et s'imposa entre autres dans les Alabama Stakes, tout en confirmant sa suprématie sur le sol natal. Fanfreluche obtint le titre de Cheval de l'année au Canada en 1970, doublé d'un titre de Pouliche de 3 ans de l'année aux États-Unis décerné par la Thoroughbred Racing Association, tandis qu'Office Queen remportait le suffrage du Daily Racing Form, pour la dernière année avant que les titres de cheval de l'année soient unifiés. Elle sera intégrée en 1981 au Hall of Fame des courses canadiennes.  

## Au haras
À l'issue de sa carrière en compétition, Fanfreluche est vendue pour la somme record de 1,3 million de dollars à Bertrand Firestone, en vue d'une carrière de poulinière. Un investissement judicieux puisque Fanfreluche allait s'affirmer comme une excellente poulinière, mère, entre autres, de : 
- L’Enjôleur (1972, par Buckpasser) : Laurel Futurity, Queen's Plate, cheval de l'année au Canada (1975, 1976), membre du Hall of Fame des courses canadiennes.
- L'Extravagante (1973, par Le Fabuleux) : 3e Canadian Oaks.
- Grand Luxe (1974, par Sir Ivor), lauréate de stakes, mère de : 
  - Lode (par Mr. Prospector) : 3e Del Mar Derby, étalon de tête en Argentine
  - Islands (par Forli), mère de :
    - Fit To Lead (par Fit To Fight) : Princess Stakes (Gr.2), Louisville Breeders' Cup Handicap (Gr.2), 2e Hollywood Oaks (Gr.1)

  - Rolls (par Mr. Prospector), mère de :
    - Flying Spur (par Danehill) : Golden Slipper (Gr.1), Australian Guineas (Gr.1), All Aged Stakes (Gr.1).

  - Salvora (par Spectacular Bid), mère de :
    - Aube Indienne (par Bluebird) : Yellow Ribbon Invitational (Gr.1), 2e Matiarch Stakes (Gr.1), 3e Santa Anita Handicap (Gr.1)
- La Voyageuse (1975, par Tentam) : Canadian Oaks, meilleure pouliche de 3 ans au Canada en 1978, meilleure jument d'âge au Canada en 1979, meilleure sprinter au Canada en 1980.
- Médaille d'Or (1976, par Secretariat) : Coronation Futurity, meilleur 2 ans canadien en 1978
- D'Accord (1979, par Secretariat) : Breeders' Cup Futurity (Gr.2)
- La Pépite (1985, par Mr. Prospector), mère de :
  - Soldera (par Polish Numbers), mère de : 
    - Exhi (par Maria's Mon) : Lexington Stakes (Gr.2), Ben Ali Stakes (Gr.3)
- L'On Vite (1986, par Secretariat), mère de : 
  - Holy Roman Emperor (par Danehill) : Phoenix Stakes, Prix Jean-Luc Lagardère, Railway Stakes (Gr.2), 2e National Stakes, Dewhurst Stakes. 2 ans de l'année 2006 en Europe, étalon de premier plan.
  - Milanova (par Danehill) : Tokyo City Cup (Gr.3), 2e Kingston Town Stakes (Gr.1), Australian Oaks (Gr.1), mère de :
    - Pretty Perfect (par Galileo) : Munster Oaks (Gr.3), 2e Park Hill Stakes (Gr.2), Blue Wind Stakes (Gr.3)
- Slew And Easy (par Slew o' Gold), mère de :
  - Conserve (par Boundary) : Marker's Mile Stakes (Gr.2), Firecracker Breeders' Cup Handicap (Gr.2)

## "L'affaire Fanfreluche"
En juin 1977, Fanfreluche est pleine du crack Secretariat et vit au haras de Claiborne Farm près de Paris, dans le Kentucky. C'est là qu'elle disparaît, sans que les circonstances de l'enlèvement soient établies. Elle est finalement retrouvée cinq mois plus tard par le FBI près de Tompkinsville, au sud du Kentucky, à 200 kilomètres de son haras. Une famille l'avait recueillie, affirmant qu'elle avait trouvé la jument errant sur la route. De retour à Claiborne Farm, elle poulina au printemps 1978 et son poulain, nommé Sain et Sauf en mémoire de sa mésaventure, deviendra plus tard étalon en Inde. 
Fanfreluche mourut en 1999, à l'âge avancé de 32 ans, au haras de Big Sink Farm à Midway, Kentucky.

## Origines
Née des œuvres de l'étalon du siècle, Northern Dancer, Fanfreluche est la propre sœur de Night Shift, né en 1980, grand étalon ayant officié en Irlande, père notamment des champions Azamour et In The Groove. 

### Pedigree
| Origines de Fanfreluche (CAN), jument baie née en 1967 | Origines de Fanfreluche (CAN), jument baie née en 1967 | Origines de Fanfreluche (CAN), jument baie née en 1967 | Origines de Fanfreluche (CAN), jument baie née en 1967 |
| ------------------------------------------------------ | ------------------------------------------------------ | ------------------------------------------------------ | ------------------------------------------------------ |
| Père Northern Dancer                                   | Nearctic                                               | Nearco                                                 | Pharos                                                 |
| Père Northern Dancer                                   | Nearctic                                               | Nearco                                                 | Nogara                                                 |
| Père Northern Dancer                                   | Nearctic                                               | Lady Angela                                            | Hyperion                                               |
| Père Northern Dancer                                   | Nearctic                                               | Lady Angela                                            | Sister Sarah                                           |
| Père Northern Dancer                                   | Natalma                                                | Native Dancer                                          | Polynesian                                             |
| Père Northern Dancer                                   | Natalma                                                | Native Dancer                                          | Geisha                                                 |
| Père Northern Dancer                                   | Natalma                                                | Almahmoud                                              | Mahmoud                                                |
| Père Northern Dancer                                   | Natalma                                                | Almahmoud                                              | Arbitrator                                             |
| Mère Ciboulette                                        | Chop Chop                                              | Flares                                                 | Gallant Fox                                            |
| Mère Ciboulette                                        | Chop Chop                                              | Flares                                                 | Flambino                                               |
| Mère Ciboulette                                        | Chop Chop                                              | Sceptical                                              | Buchan                                                 |
| Mère Ciboulette                                        | Chop Chop                                              | Sceptical                                              | Clodagh                                                |
| Mère Ciboulette                                        | Windy Answer                                           | Windfields                                             | Bunty Lawless                                          |
| Mère Ciboulette                                        | Windy Answer                                           | Windfields                                             | Nandi                                                  |
| Mère Ciboulette                                        | Windy Answer                                           | Reply                                                  | Teddy Wrack                                            |
| Mère Ciboulette                                        | Windy Answer                                           | Reply                                                  | Alaris (famille 4-g)                                   |